# Celejów (gmina)
Celejów – dawna gmina wiejska istniejąca do 1954 roku w woj. lubelskim. Siedzibą władz gminy był Celejów, a następnie Strychowice i Wierzchoniów.
Gmina należała do powiatu puławskiego w woj. lubelskim. 
31 października 1927 roku z gminy Celejów wyłączono kolonie Helenówka i Góry Wylągowskie, które weszły w skład nowo utworzonego miasta Kazimierz Dolny.
1 stycznia 1929 roku z gminy Celejów wyłączono część obszaru (wsie Zawoda i Mareczki oraz kolonię Zgórzyńskie), którą przyłączono do gminy Drzewce; do gminy Celejów przyłączono natomiast część obszaru gminy Karczmiska (wieś Rzeczyca, kolonię Rzeczyca i wieś Skowieszynek).
Po wojnie gmina zachowała przynależność administracyjną. 1 stycznia 1951 roku z gminy Celejów wyłączono część obszaru (gromadę Wylągi), którą przyłączono do Kazimierza Dolnego. Według stanu z dnia 1 lipca 1952 roku gmina składała się z 12 gromad.
Gmina została zniesiona 29 września 1954 roku wraz z reformą wprowadzającą gromady w miejsce gmin. Jednostki nie przywrócono 1 stycznia 1973 roku po reaktywowaniu gmin.